# شیلا باند
شیلا باند (انگلیسی: Sheila Bond; ۱۶ مارس ۱۹۲۷ – ۲۵ مارس ۲۰۱۷) بازیگر تئاتر، تلویزیون، و سینما اهل ایالات متحده آمریکا بود.